# Charaxes lucida
Charaxes lucida är en fjärilsart som beskrevs av Le Cerf 1928. Charaxes lucida ingår i släktet Charaxes och familjen praktfjärilar. Inga underarter finns listade i Catalogue of Life.